# Amira Arnon
Amira Arnon (* in Haifa, Israel) ist eine israelische Diplomatin.

## Werdegang
Arnon studierte an der Hebräischen Universität Jerusalem, erhielt dort einen Bachelor of Arts in Internationalen Beziehungen und schloss die Militärakademie der Israelischen Verteidigungsstreitkräfte mit Auszeichnung ab. Hier erhielt sie ehrenhalber einen Master of Arts in Politikwissenschaften. 1970 begann Arnon ihre Arbeit für das Außenministerium Israels in verschiedenen Bereichen, so in der protokollarischen, der Nordamerika-, der Europäischen, der Euro-asiatischen und der Forschungsabteilung. Von 1974 bis 1979 arbeitete sie am Generalkonsulat in New York City. Von 1989 bis 1990 war Arnon Assistentin des stellvertretenden Direktors des Außenministeriums und von 1990 bis 1993 als Konsul kommissarische Generalkonsulin Israels in Philadelphia. Von 1996 bis 2000 war Arnon Chefin der protokollarischen Abteilung und 1996 und 1999 Mitglied der israelischen Delegation bei der Generalversammlung der Vereinten Nationen.
1998 wurde Arnon zur Chargé d’Affaires in Kathmandu (Nepal) während einer Übergangsphase ernannt und von 2000 bis 2005 arbeitete sie als Generalkonsulin in Istanbul (Türkei). Im April 2006 war Arnon erneut Chargé d’Affaires, diesmal für Guatemala und Honduras, und von 2007 bis 2009 Sonderbotschafterin (ambassador-at-large) in Mazedonien, Albanien und Bosnien-Herzegowina.
Im Oktober 2009 übergab Arnon ihre Akkreditierung an Osttimors Präsident José Ramos-Horta. Arnons Nachfolgerin Yael Rubinstein übernahm den Posten im September 2013. Arnon wechselte zurück an das Außenministerium in Jerusalem.

## Auszeichnungen
Vom Präsidenten Albaniens erhielt Arnon in Anerkennung ihres Dienstes für die bilateralen Beziehungen zwischen Albanien und Israel die Dankesmedaille. Im August 2012 überreichte Osttimors Präsident José Ramos-Horta Arnon das Certificate of Merit für ihren Dienst für die Israelisch-osttimoresische Beziehungen.